# 好家伙、坏家伙、怪家伙
是2008年上映的韩国西部动作片，改编自美国导演赛尔乔·莱翁内1966年的电影《黄金三镖客》，由金知雲执导，宋康昊、李炳憲、郑雨盛主演。影片于第61屆坎城影展首映，2010年4月23日在美国有限上映。影评人赞扬影片的动作场面、摄影和导演，影片是李秉宪和金知云继动作剧情片《甜蜜的人生》后第二次合作。

## 剧情介绍
1939年，满洲国的荒漠莽原上，强盗「坏家伙」朴昌义（李秉宪 饰）受雇于人，从一位乘坐火车的日本官员手中拿取一张藏宝图。就在他快要得手的时候，大盗「怪家伙」尹泰洙（宋康昊 饰）半路杀出偷走地图，不料火车突然出轨。两人一番厮杀，伤害了无数日本和满洲国士兵，还有许多平民。鹰眼猎人「好家伙」朴杜旺（郑雨盛 饰）这次出现在现场，要擒拿朴昌义。尹泰洙趁乱逃跑，避开好家伙和坏家伙的手下。此时，一群满洲国强盗也想分一杯羹，打算把地图卖到黑市去。尹泰洙不想泄露藏宝图的秘密，打算在满洲国政府倒台前拿走他所认为的清朝密藏。随着故事的发展，地图抢夺战不断升温，一边是多方势力开出猎头赏金，另一边是日本皇军派人抢回地图来拯救衰微的「帝国」。
经过一连串的枪战和追逐，皇军、满洲国强盗、杜旺、带着手下的昌义最终同时追着泰洙。皇军杀了大部分强盗，杜旺放了一枚炸弹将一大批皇军送上天，而手下一个个倒下的昌义则将那些打算逃跑的人击毙。到了最后，只有杜旺、昌义、泰洙来到「密藏」地点。然而，他们发现荒漠中只有一个被木板封住的洞口。昌义此时发现泰洙其实是在五年前一场刀战中将断掉手指的「断指狂魔」，并非他所认为的泰洙。觉得被深深侮辱的三人将枪口对准了彼此，同时扣下了扳机。就在三人躺在沙地上垂死挣扎时，那个「没用的洞子」突然喷出了大量原油，而杜旺和泰洙活了下来。随着对泰洙的新一轮悬赏，追逐战再度上演。

## 演员阵容

### 主要人物
- 宋康昊 饰演 「怪家伙」尹泰洙
- 李炳憲 饰演 「坏家伙」朴昌义
- 鄭雨盛 饰演 「好家伙」朴杜旺

### 其他人物
- 尹帝文 饰演 炳春，三国派的朝鲜人副头目。
- 柳承秀 饰演 满吉，泰洙的死黨。
- 宋永彰 饰演 金潘周，亲日派朝鲜人干部。
- 孫炳昊 饰演 徐载植，大烟贩子。
- 吳達秀 饰演 朴西邦，金潘周的管家。
- 李清娥 饰演 小颂，朝鲜族姑娘。
- 金光日 饰演 双刀，昌义的右臂。
- 馬東石 饰演 熊，昌义派的第三号人物。
- 孙振焕 饰演 金赫
- 朴真宇 饰演 老黄
- 赵庆勋 饰演 头彩
- 姜贤重 饰演 王草
- 李聖旻 饰演 厨师长
- 柳昌淑 饰演 老奶奶
- 尹英穆 饰演 昌义派成员
- 廉哲浩 饰演 昌义派成员
- 赵德济 饰演 昌义派成员
- 卢镇荣 饰演 昌义派成员
- 洪基俊 饰演 昌义派成员
- 吉恩星 饰演 昌义派成员
- 杨道贤 饰演 昌义派成员
- 郑米楠 饰演 三国派成员
- 李汉率 饰演 三国派成员
- 李胜俊 饰演 三国派成员
- 李率求 饰演 三国派成员
- 姜载恩 饰演 三国派成员
- 朴成均 饰演 三国派成员
- 白竜 饰演 石原将军
- 郑世亨 饰演 朱浩镇的部下
- 敏英 饰演 火车上背包的娼妓／鸦片女子
- 吳妍兒 饰演 头等车厢的日本女人
- 吴瑞媛 饰演 头等车厢的中国女人
- 刘尚宰 饰演 火车上的满族军队警察
- 崔大成 饰演 日本人绅士
- 曹和成[註 1] 饰演 餐厅和旅馆大厅的男子
- 郭到元 饰演 鬼市场帮派
- 金珉才 饰演 鬼市场帮派
- 陳善圭 饰演 鬼市场帮派
- 奇恩世 饰演 大烟窑女招待
- 金善荣 饰演 大烟窑女招待
- 崔鎮鎬 饰演 枪炮店老板

### 特别出演
- 嚴志媛 饰演 娜连，独立军。

## 发行
影片作为非竞赛片于2008年5月24日在戛纳电影节放映，随后登陆多伦多国际电影节、夏威夷国际电影节、錫切斯電影節、芝加哥影展和倫敦影展。
美国发行权由IFC影业收购，影片于2010年4月23日在美国有限发行。
影片获得普遍好评。汇总媒体烂番茄搜集了60条评论，打出84%的新鲜度，平均得分7.2/10。网站表示：“尽管从不把自己当回事，这部骚动和欢快的赛尔乔·莱翁内风格韩国西部片的确有趣。”Metacritic打出69/100分，表示普遍好评。《综艺》表示“东西方文化在泡菜西部片《好家伙、坏家伙、怪家伙》中的再一次碰撞，引发了味觉刺痛的结果，影片恬不知耻地吸引着它的意大利面前辈，但保留了完全、令人振奋的韩国风格”，给予影片3.5/5星。影音俱乐部打出B+评分，表示“剧情的许多进展和逆转有时很难跟得上，不过剧情不是最重要的。动作场面才是最大的看点，这是动作场面的涵义”。《纽约邮报》给予4/5星评价，表示“《好家伙、坏家伙、怪家伙》也许欠其他电影很多东西，但它一直很新鲜，从不乏味。”《帝国》杂志给予3/5星，指“复杂的叙事和完全是败笔的结尾背离了一部原本的欢乐意大利式东方西部片。”《Time Out》影评人汤姆·哈德斯通（Tom Huddlestone）表示“这是电影制作的牛仔竞技旅程：伤痕累累，最终颗粒无收，但整个过程是很令人振奋的”，打出4/5星。《好莱坞报道者》给予正面评价，表示影片“一场轻松愉快的幸运冒险，在壮观的摊牌秀中装满了一大堆爆炸包。”
尽管评价普遍积极，极度暴力和剧本的简单还是遭到部分人批评。特别是《乡村之声》的尼古拉斯·拉波德（Nicolas Rapold）提到“金的电影制作从坏处想普遍是卡通式的，他肆意挥霍着他的布景道具、倒叙首发及其他引人注目的元素，有时呈现出彻头彻尾的猥琐演出”。《波士頓環球報》认为电影“追求浅薄的流行元素，而不是剧情深度。在你疲惫不堪之前，电影是很有趣的，但你就是想早点逃脱。”除此之外，《洛杉矶时报》的罗贝托·阿贝尔（Robert Abele）提到“小刀、炸药和喧闹的幽默有点意思，电影拼尽全力表现时，有时人们不免感到困惑，偶尔有镜头扭动的风骚和令人赞叹的特技场面，想激动的欲望变得令人厌烦。如果观众也被视为集体角色，他们就会成为‘疲惫之人’”。

## 票房
影片全球票房4426万美元，是2008年票房第二的电影，击败《急速醜聞》和《追擊者》。

## 家用媒体
DVD于2009年3月11日发售。

## 奖项荣誉
2008年：第29届青龍電影獎
- 最佳导演（金知雲）
- 最佳摄影（李模介）
- 最佳美术指导（曹和成）
- 最多观众奖
- 人气明星奖（鄭雨盛）

2008年：第41届西班牙锡切斯国际奇幻电影节
- 最佳导演（金知云）
- 最佳特效（郑道安）

2008年：第17届釜日電影獎
- 最佳摄影（李模介）
- 最佳技术（郑道安／视觉特效）
- 最佳美术指导（曹和成）
- 评审团特别奖（池中铉）

2008年：第11届韩国导演选择奖
- 最佳导演（金知云）

2008年：第7届大韩民国电影大奖
- 最佳美术指导（曹和成）
- 最佳摄影（李模介）
- 最佳视觉效果（郑斗洪、池中铉、许明行／动作指导）
- 最佳音响设计（金敬泰、崔泰荣）

2008年：第4届大韩民国大学电影节
- 最佳摄影（李模介）
- 最佳技术（朴天福／摇臂摄影机）

2008年：第28届夏威夷国际电影节
- 麦弗里克奖（金知云）
- 演员业绩奖（郑雨盛）

2008年：第2届AP Screen Awards
- 最佳摄影（李模介）

2009年：第46届大鐘獎
- 最佳服装设计（权有镇）